# Samir Kuntar

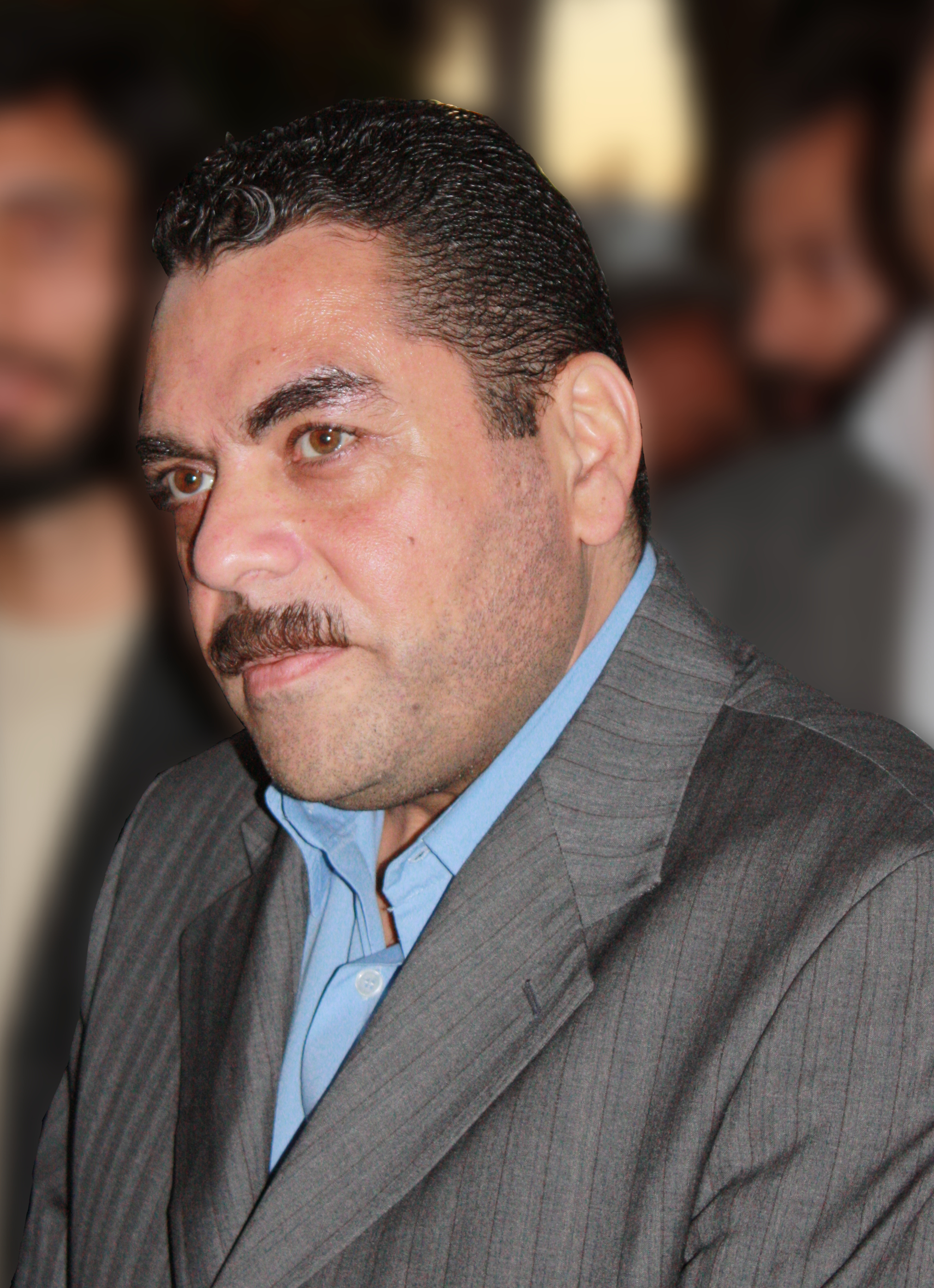
Samir Kuntar (2009)

Samir Kuntar (arabisch سمير القنطار, DMG Samīr al-Qunṭār, auch Sameer Quntar, Al-Qantar oder El Kantar; * 20. Juli 1962 in Aabey, Libanon; † 19. Dezember 2015 in Dscharamana, Syrien) war ein libanesischer Druse, verurteilter mehrfacher Mörder und Mitglied der Terrororganisationen Palästinensische Befreiungsfront (PLF) und Hisbollah. 1979 führte er einen Überfall der PLF auf die israelische Küstenstadt Naharija an, bei dem drei Zivilisten, darunter zwei Mädchen im Alter von zwei und vier Jahren, und zwei Polizisten getötet wurden. Er wurde dafür zu einer vierfach lebenslangen Freiheitsstrafe verurteilt. 2008 wurde er gegen die sterblichen Überreste zweier israelischer Soldaten, die von der Hisbollah zu Beginn des Zweiten Libanonkrieges verschleppt worden waren, ausgetauscht. Kuntar organisierte später für die Hisbollah deren Aktivitäten an der syrischen Grenze zu Israel und wurde am 19. Dezember 2015 in der Nähe von Damaskus bei einem Luftangriff getötet.

## Leben

### Jugend
Kuntar wurde 1962 als Sohn eines drusischen Paares geboren. Seine Eltern ließen sich kurz nach seiner Geburt scheiden, und seine Mutter starb, als er noch ein Kind war. Sein Vater ging zum Arbeiten nach Saudi-Arabien und ließ ihn in Abey, 30 Kilometer südöstlich von Beirut zurück, wo er bei seiner Stiefmutter Siham aufwuchs. Nachbarn beschrieben ihn als stilles Kind, das schwer zu erziehen war. Mit 14 Jahren verließ er die Schule. Der libanesische Bürgerkrieg verschärfte sich. 2006 sagte seine Stiefmutter in einem Interview, dass Kuntar manchmal für Tage verschwunden gewesen sei. Bald entdeckte sie, dass er in Lagern eine militärische Ausbildung erhielt. Ihre Versuche, ihn davon abzuhalten, schlugen fehl. Er wollte an Guerillaaktionen gegen Israel teilnehmen. Dieser Wunsch wurde durch Israels Eindringen in den Libanon 1978 noch verstärkt. 1978 versuchte er, über die jordanische Grenze in Israel einzudringen, wurde jedoch festgenommen und verbrachte den Rest des Jahres in jordanischer Haft. Am 22. April führte er eine Gruppe anderer Teenager an, deren Ziel es war, israelische Geiseln zu nehmen, um diese gegen palästinensische Gefangene auszutauschen. Sie erreichten Nahariya mit einem Schlauchboot.

### Anschlag auf Naharija 1979
Smadar Haran-Kaiser, die bei dem Überfall ihren Ehemann Danny und ihre beiden kleinen Töchter Einat und Yael verlor, schildert im Interview mit der Washington Post vom 18. Mai 2003 den Ablauf der Ereignisse: In der Nacht vom Samstag auf Sonntag, den 22. April 1979, seien sie um Mitternacht in ihrem Apartment von Schüssen und explodierenden Handgranaten aufgewacht, als vier PLF-Terroristen mit einem Schlauchboot zwei Apartmentblocks entfernt an Land gegangen seien. Diese hätten bereits einen Polizisten getötet und seien dann, nachdem sie zunächst in das darübergelegene Stockwerk gestürmt wären und beim Umdrehen Smadar Haran-Kaiser gesehen hätten, gewaltsam in die Wohnung der Familie Haran eingedrungen. Dabei hätten sie um sich geschossen und Handgranaten geworfen. Bei Ankunft der Polizei habe die Gruppe daraufhin den 28-jährigen Danny Haran und seine vierjährige Tochter Einat als Geiseln genommen und aus der Wohnung an den Strand verschleppt. Kuntar habe dort, nachdem er Danny und Einat als menschliche Schutzschilde gegen die israelischen Sicherheitskräfte missbraucht habe, nach Augenzeugenberichten den Vater vor den Augen seiner Tochter erschossen und dann eigenhändig das kleine Mädchen getötet, indem er dessen Schädel mit dem Kolben seines Gewehres gegen einen Fels geschmettert habe. Kuntar bestritt, Einat getötet zu haben. Der Polizist Eliyahu Shahar und zwei Männer aus Kuntars Gruppe seien ebenfalls getötet worden. Während des Schusswechsels habe sich Smadar Haran-Kaiser mit ihrer jüngeren Tochter Jael und einer Nachbarin aus dem Stockwerk über ihnen, die Zuflucht bei den Haran-Kaisers gesucht hätte, in einem Kriechgang über dem Schlafzimmer verborgen. Dabei habe sie das zweijährige Mädchen unbeabsichtigt erstickt, als sie verzweifelt versuchte, es stillzuhalten. Sie sei davon ausgegangen, dass die Angreifer eine Handgranate in ihr Versteck geworfen hätten und sie alle gestorben wären, falls Jael geweint hätte. Am nächsten Tag habe Abu Abbas von Beirut aus erklärt, der Überfall in Naharija sei ausgeführt worden, um gegen die Unterzeichnung des ägyptisch-israelischen Friedensvertrages zu protestieren, der nach dem von US-Präsident Jimmy Carter vermittelten Gipfeltreffen zwischen Anwar as-Sadat und Menachem Begin in Camp David im März 1979 zustande gekommen war.

### Haft
Kuntar wurde für die Tat von einem Zivilgericht in Tel Aviv wegen Mordes und Terrorismus zu einer vierfach lebenslangen Freiheitsstrafe verurteilt.
Im israelischen Gefängnis lernte Kuntar Englisch und Hebräisch und erwarb an der Open University of Israel in Tel Aviv einen Abschluss in Soziologie. Der englische Titel seiner auf Hebräisch geschriebenen Abschlussarbeit lautet: The Contradiction of Democracy and Security in Israel.
Haran-Kaiser zufolge heiratete Kuntar eine israelisch-arabische Aktivistin, die sich für Gefangene einsetzt und als Gefangenenehefrau eine Pension vom israelischen Staat erhielt.
Nach Aussage der Anwältin Buthaina Duqmaq – sie ist Gründerin des „Mandela Institute for Human Rights“ in Ramallah –, die Kuntar regelmäßig im Gefängnis besuchte, äußerte Kuntar nie Reue oder Bedauern für seine Taten. Er habe geäußert, „stolz darauf“ zu sein, Mitglied einer „Befreiungsbewegung“ zu sein.
Al-Abrass, der neben Kuntar einzige andere Überlebende des Terrorkommandos, wurde von Israel 1986 im Zuge des Ahmad-Dschibril-Gefangenenaustauschs gegen drei israelische Soldaten ausgetauscht.

#### Versuchte Freipressung bei der Achille-Lauro-Entführung 1985
Am 7. Oktober 1985 entführten vier palästinensische PLF-Terroristen das italienische Kreuzfahrtschiff Achille Lauro auf der Fahrt von Alexandria nach Port Said im Nordosten Ägyptens und drohten damit, die Passagiere zu töten bzw. das Schiff zu sprengen, falls Israel nicht 50 Häftlinge freilassen würde. Von diesen wurde Kuntar als Einziger namentlich benannt. Im Verlauf der Geiselnahme wurde ein im Rollstuhl sitzender US-amerikanischer Tourist jüdischer Herkunft, Leon Klinghoffer, ermordet und über Bord geworfen.

#### Vorgeschlagener Austausch für Ron Arad 2003
Nach jahrelangen Vorbereitungen und monatelangen Geheimverhandlungen stimmte Israel im Jahr 2003 zu, rund 400 palästinensische und 36 weitere arabische Häftlinge sowie den seit 1997 in Israel wegen eines von ihm geplanten Selbstmordattentates inhaftierten Deutschen Steven Smyrek im Austausch gegen den seit dem Jahr 2000 von der Hisbollah-Miliz festgehaltenen Geschäftsmann und pensionierten Oberst Elhanan Tanenboym (andere Schreibweise: Elchanan Tennenbaum) sowie die sterblichen Überreste dreier israelischer Soldaten freizulassen. Außerdem sollten die Leichen von 59 gefallenen Libanesen in ihre Heimat überführt, das Schicksal von 24 im Libanon Vermissten aufgeklärt und Karten über Landminen im Südlibanon ausgetauscht werden.

Hassan Nasrallah, der Anführer der Hisbollah, weigerte sich zunächst, diese Abmachung zu akzeptieren, so lange sie nicht Kuntar einschloss. Er erklärte: „Die Bedingungen der Hisbollahs sind klar definiert, und wir halten an ihnen unter allen Umständen fest.“
Israel war einverstanden, auch Kuntar freizugeben, aber nur, wenn die Hisbollah im Gegenzug „tragfähige Beweise“ über das Schicksal des seit 1986 im Libanon vermissten Waffensystemoffiziers Ron Arad vorlegte.
Der deutsche Gesandte Ernst Uhrlau, damals Geheimdienstkoordinator im Bundeskanzleramt, erklärte anlässlich des am 29. Januar 2004 ohne Kuntar erfolgten Gefangenenaustausches zu dessen Schicksal, dass er „im Anschluss an die laufenden Verhandlungen über seinen Fall verzugslos in sein Heimatland überstellt“ werde. „Alle beteiligten Parteien hofften“ dabei, dass sich dies „innerhalb von drei oder vier Monaten abspielen werde“.
Es gab aber auch Widerstand gegen diese Pläne. So versuchten die Familien von zwölf verschollenen iranischen Juden mit einer Klage vor dem obersten Gericht Israels den Austausch von Kuntar zu verhindern, um eine Trumpfkarte gegenüber dem Iran zu behalten. Auch Smadar Haran-Kaiser war entsetzt über den geplanten Austausch, zumal die israelische Regierung versprochen hatte, keine „Terroristen mit Blut an den Händen“ freizulassen.
Kurz nach dem Gefangenenaustausch vom 29. Januar 2004 verkündete die Hamas, dass auch sie israelische Soldaten verschleppen würde, um die Freilassung palästinensischer Geiseln zu erreichen. Gleichzeitig stellte Hassan Nasrallah klar, dass die Hisbollah fortfahren werde, Israelis zu entführen, so lange sich „noch ein einziger Häftling“ in Israels Gefängnissen befinde. 

Da die Hisbollah keine näheren Informationen über Arad offenbarte, kam kein Gefangenenaustausch mit Kuntar zustande.

#### Libanon-Plan 2006
Im Jahre 2006 wurde Kuntar Teil eines weiter gefassten Friedensplanes, der vom libanesischen Premierminister Fuad Siniora und vom UN-Gesandten Terje Rød-Larsen vorgeschlagen wurde. Der Plan umfasste sechs Punkte:
1. Die Vereinten Nationen markieren die Grenze zwischen Libanon und Syrien.
2. Syrien erklärt öffentlich, dass die Shebaa-Farmen libanesisches Territorium sind.
3. Die libanesische Armee errichtet Stellungen an Libanons Südgrenze mit Israel.
4. Israel zieht sich von den Shebaa-Farmen zurück und übergibt sie an Libanon. Die israelische Luftwaffe beendet ihre Verletzung libanesischen Luftraums.
5. Der libanesische Premierminister Siniora erklärt formell das Ende der israelischen Besatzung, und alle Milizen, einschließlich der Hisbollah, werden entwaffnet.
6. Alles Mögliche, um das Schicksal Ron Arads aufzuklären, wird getan. Israel lässt Kuntar und alle anderen libanesischen Gefangenen frei. Die Hisbollah verlässt das Grenzgebiet.

Es wurde berichtet, dass der Plan die volle Unterstützung der israelischen Sicherheitskreise erhielt.

#### Libanonkrieg 2006
In verschiedenen Interviews für die libanesische Fernsehstation Al-Manar gratulierte Mohamad Jawad Khalifeh, der libanesische Gesundheitsminister, der Hisbollah für „ihre großartigen Aktionen“ und sagte, dass „Libanon das Recht hat, seine Häftlinge zurückzuholen und sie zu befreien“.(Quelle?) Ali Ammar, ein Mitglied des libanesischen Parlaments für die Hisbollah, äußerte die Meinung, dass „speziell an diesem wesentlichen Punkt in der Geschichte des Heimatlandes und der Nation die Regierung die Solidarität mit ihren Menschen ausdrücken und Samir Kuntar fühlen lassen sollte, dass er ein Libanese par excellence ist“.
Am 12. Juli 2006 griff die Hisbollah eine israelische Grenzstreife an, tötete drei Soldaten und verschleppte die Unteroffiziere Ehud Goldwasser und Eldad Regev. Sie sollten, so die Erklärungen von Vertretern der Hisbollah, gegen Kuntar und zwei andere Häftlinge ausgetauscht werden. Dieser Zwischenfall löste – zusammen mit Raketen-Angriffen der Hisbollah auf Israel – eine massive militärische Offensive Israels im Libanon aus, die in den Libanonkrieg 2006 mündete.
Drei Wochen nach Beginn des Waffenstillstands empfahl ein Haaretz-Leitartikler, das „Monster Samir Kuntar“ freizulassen, damit die drei derzeit noch entführten israelischen Soldaten Shalit, Goldwasser und Regev endlich zu ihren Familien zurückkämen.
Im Oktober 2007 äußerte Smadar Haran-Kaiser in einem Telefongespräch mit Premier Olmert, dass sie sich der Auslieferung des Mörders ihrer Familie nicht widersetzen werde.
In Vorbereitung eines Gefangenenaustausches wurde Kuntar von Israels Staatspräsident Schimon Peres zunächst begnadigt. Am 16. Juli 2008 wurden er und vier Hisbollah-Kämpfer im Austausch gegen zwei getötete israelische Soldaten freigelassen.
Kuntar wurde bereits am Flughafen von Präsident Michel Sulaiman begrüßt. „Eure Rückkehr ist ein neuer Sieg“, sagte Sulaiman. An der Zeremonie nahmen auch Regierungschef Fuad Siniora und weitere ranghohe libanesische Politiker teil.

### Aktivitäten für die Hisbollah in Syrien und Tod
In den Jahren nach seiner Freipressung wurde Kuntar selten in der Öffentlichkeit gesehen, traf sich aber mit Nasrallah, dem syrischen Staatschef Baschar al-Assad oder dem früheren iranischen Präsidenten Mahmud Ahmadinedschad. Die Morde von 1979 bedauerte Kuntar nie, sondern begann, als ranghohes Mitglied der Hisbollah eine terroristische Infrastruktur auf der syrischen Seite der Golanhöhen aufzubauen. Er wurde deshalb von den USA auf ihre Terrorliste gesetzt. Kuntar wurde während des Syrischen Bürgerkrieges am Abend des 19. Dezember 2015 in Dscharamana, einem Vorort der syrischen Hauptstadt Damaskus, bei einem vermutlich israelischen Luftangriff zusammen mit acht weiteren Menschen getötet. Die anderen Toten werden Organisationen zugerechnet, mit denen Kuntar für die Hisbollah auf dem Golan einen bewaffneten Widerstand gegen Israel aufbauen wollte, darunter auch Farhan Issam Schaalan, Kommandant des „Syrischen nationalen Widerstands auf dem Golan“. Israelische Stellen bestätigten eine israelische Beteiligung an der Operation, wie in solchen Fällen üblich, nicht. Israels Ministerpräsident Benjamin Netanjahu hatte jedoch Anfang Dezember 2015 bereits erklärt, dass Israels Luftstreitkräfte in Syrien operierten, „um zu verhindern, dass das Land zu einer neuen Front gegen [Israel]“ werde. Man agiere „gegen die Anstrengungen des Irans, auf den Golanhöhen eine neue Terrorfront gegen [Israel] aufzubauen“. Das syrische Staatsfernsehen bezeichnete den Luftangriff als Terroranschlag, schwieg jedoch zu möglichen Urhebern. Die Hisbollah bezichtigte syrische Oppositionsgruppen der Kollaboration mit Israel und feuerte als erste Vergeltung mehrere Raketen nach Israel. Viele Israelis verbrachten die Nacht daher in Nähe ihrer Luftschutzräume. Eine Gruppe der Freien Syrischen Armee (FSA) übernahm zwar zwei Tage später die Verantwortung für die Tötung Kuntars; eine Urheberschaft der FSA wird jedoch für wenig wahrscheinlich gehalten, da ein derartig präzise ausgeführter Schlag, nur den Teil eines Gebäudes ohne weitere Kollateralschäden zu zerstören, die Fähigkeiten und Ausrüstung der FSA deutlich übersteige, wenngleich diese aufgrund der Kooperation Kuntars mit Assad durchaus ein Motiv gehabt habe.